# Szent Péter esernyője (regény)
A Szent Péter esernyője Mikszáth Kálmán egyik leghíresebb műve, melyet 1895-ben adtak ki először a Légrády Testvéreknél, Neogrády Antal illusztrációival. Szerkezetileg a regény két szálon fut. Az egyik a glogovai pap és húga, Veronka, a másik a vörös esernyő titka, Gregorics Pál és törvénytelen fia, Wibra Gyuri története. A két eseménysor között egy „harmadik szál”, Müncz Jónásé teremt kapcsolatot. A szálak a műben innentől kezdve egybefonódnak, és a regény fő cselekményszálaként együtt futnak a végkifejlet felé.

## Történet
|  | Alább a cselekmény részletei következnek! |

### 1. rész – A legenda
Halápon meghalt az özvegy tanítóné, aki után árván maradt a 2 éves kislánya Veronka.A gyermeket a falubeliek becsületesen gondozták de aztán 10 nap elteltével Billeghi Mátéval elküldték a bátyjához Tótországba. A szegény felvidéki szlovák faluba, Glogovára új pap érkezett, Bélyi János. A pap megtudta, hogy édesanyja meghalt, így kisgyermek húga rámaradt. Erre a hírre átment imádkozni a templomba, de az eső eleredt, és a kislány kinn maradt. Mire visszasietett a pap a kosárhoz, fölötte egy piros, kopott esernyőt talált. A pletyka futótűzként terjedt, hogy az esernyőt Szent Péter tette Veronka fölé. Adameczné, a pap házvezetőnője még Szűz Máriát is látta az esernyővel. Ahogy a mendemonda terjedt, egyre többen jöttek megcsodálni az időközben ereklyévé vált esernyőt. A papot azzal hívták a temetésekre, a párok az alatt akartak megesküdni. Egy temetésen még Srankó János is feltámadt Szent Péter esernyője miatt! Ennek köszönhetően Jánosnak nem kellett a kevés fizetéséből ellátnia húgát is, mert az esernyő jól jövedelmezett neki.

### 2. rész – A Gregoricsok
Élt Besztercebányán egy Gregorics Pál nevű ember, aki bár folyamatosan azon volt, hogy elnyerje az emberek tetszését, mindig az ellenkezője sült ki belőle. Ezek után részt vett a szabadságharcban mint kém, és sok pénzt szerzett. A nőknél sem volt szerencséje, de házvezetőnőjétől, Wibra Annától született egy fia, Wibra György. A szépen növekedő, erőteljes törvénytelen gyereket titokban tartották, iskoláztatták, és kiderült, hogy tehetséges fiú. Mikor egyszer megbetegedett, az apja azt hitte, hogy féltékeny testvérei mérgezték meg. Ezután kevesebbet foglalkozott a gyermekkel, nehogy kitudódjon, hogy az ő fia, és Szegedre küldte tanulni. Pál folyton hordott magánál egy kopott, régi esernyőt, amire rettentően vigyázott.
Egy nap, mikor Gregorics Pál úgy érezte, meg fog halni, végrendeletet íratott, és befalaztatott egy üstöt a birtoka egyik kis házikójába. Pál nem tudta örökségét átadni fiának, mert Wibra Anna, akit megbízott a Szegeden tanuló Gyuri odahívásával, úgy gondolta, a férfi meg fog gyógyulni, nincs erre szükség, ám tévedett, Gregorics Pál meghalt. A családjára semmit sem hagyott, vagyonának csupán kis részéről rendelkezett.
Míg pénzéhes testvérei keresni kezdték a többi pénzét, Gyuri ügyvédnek tanult. A Gregorics-testvérek nagy erővel kutattak, de semmit sem találtak. Kitudódott az üst befalazásának híre, majd – miután a Gregorics testvérek egymással versengve egyre több pénzt ajánlottak a házért – együtt megvették a házikót, de az üstben csak ócska vasak és szegek voltak, a vagyon holléte pedig változatlanul ismeretlen maradt. Ezt a pert feltehetően Gregorics előre eltervezte, hogy galád testvéreivel szemben így álljon bosszút: a perköltségek, az időtartam elhúzódása, a felhalmozódó iratok papírjának kifizetése, illetve azok kezelése, több ügyvéd fizetése felemésztette a vagyonukat.

### 3. rész – A nyomok
Wibra Gyurit, akiből közben sikeres ügyvéd lett, nem érdekelte a házasság, csak az öröksége, az apja elveszett bankutalványa után kutatott. Gregorics Pál valószínűleg egy külföldi bankban helyezte el a vagyona döntő részét, és a hozzá tartozó elismervényt pedig lehet, hogy a féltve őrzött esernyőjének a nyelében rejtette el. Gyuri kinyomozta, hogy a keresett tárgy 2 forintért a fehér zsidóhoz, Müncz Jónáshoz került egy árverésen. Az öreg férfi aztán nem sokkal eltűnt, így György a kereskedő feleségéhez ment Bábaszékre. Az asszony régiségboltjában azonban nem találta meg az ernyőt, ám Münczné emlékezett az esernyőre, és azt állította, a férjénél volt, amikor az eltűnése előtt elindult. Münczné a fiához, Müncz Mórichoz küldte az ügyvédet. Móric elmondta, hogy az öreg Jónás valóban a piros ernyővel indult el hazulról, de amikor holtan megtalálták, az esernyő már nem volt nála. Ebből arra következtettek, hogy az ernyőt valahol Glogova közelében veszthette el. Gyuri már indulóban volt Glogovára, mikor talált egy fülbevalót, aminek megtalálójának jutalmat ígértek. Bement az ékszerrel a Városházára, ahol ott volt a glogovai pap húga a francia társalkodónőjével, akiket korábban megmentett, mert lovaik megbokrosodtak, így a hölgyek megállásra kényszerültek. Gyuri felajánlotta, hogy elviszi őket Glogovára, de a polgármester, Mravucsán ott tartotta őket, hiszen sötétedett már.

### 4. rész – A bábaszéki intelligencia
Wibra Gyuri és Veronka is Mravucsánéknál vacsorázott, ahol a Veronkával való beszélgetés közben Gyuri rájött, hogy az esernyőt Müncz Jónás tette Veronka feje fölé. A lány elmondta, hogy ereklyeként őrzik az ernyőt a glogovai templomban, és az az ő hozománya. A vacsora után, éjszaka Gyurinak álmában megjelent Szent Péter, aki azt tanácsolta a fiatalembernek, hogy vegye el feleségül Veronkát.

### 5. rész – A harmadik ördög
Reggel a fiatalok és a nevelőnő elindultak Glogovára, útközben többször meg kellett állniuk. Az egyik pihenő alatt Gyuri rózsát szakajtott le Veronkának, de a lány először nem fogadta el, csak később vette el. Aztán a kocsijuk tengelye eltörött, így Gyuri elment támasztó fát vágni. Egy hasadékból kiáltásokat hallott, kimentette a sérült embert, akiről kiderült, hogy nem más, mint Bélyi János, a glogovai pap, Veronka bátyja. A megmentéséért cserébe Gyuri Veronka kezét kérte. A pap beleegyezett, Veronka viszont nem mondott semmit. Elmentek a paplakba, ahova Sztolarik úr, Gyuri gyámja jegygyűrűket hozott. Az ügyvéd és gyámapja beszélgetését Veronka kihallgatta, megtudta, hogy Gyuri őrajta keresztül szeretné megszerezni az ernyőt. Ám mikor megnézték az esernyőt, kiderült, hogy már nem a régi nyele van rajta, hanem egy – ereklyéhez méltó – új ezüstnyél, a régit, a fanyelet Adamecznének adták, aki elégette, mert szentelt üszkökre volt szüksége. Gyuri így nem kergetett tovább hiú álmokat, ahogy gyámja mondta. Ráébredt, hogy valójában szereti Veronkát, de a lány időközben eltűnt. Mindenki őt kereste, még a harangot is félreverték miatta. A kedvesét végül Gyuri találta meg, aki elmondta az egész történetét, és Veronka – bár korábban eldobta a fiútól kapott jegygyűrűt – megbocsátott neki. Az eseményeket követő harmadik vasárnapon pedig a pár összeházasodott.
|  | Itt a vége a cselekmény részletezésének! |

## A kisregény helyszínei

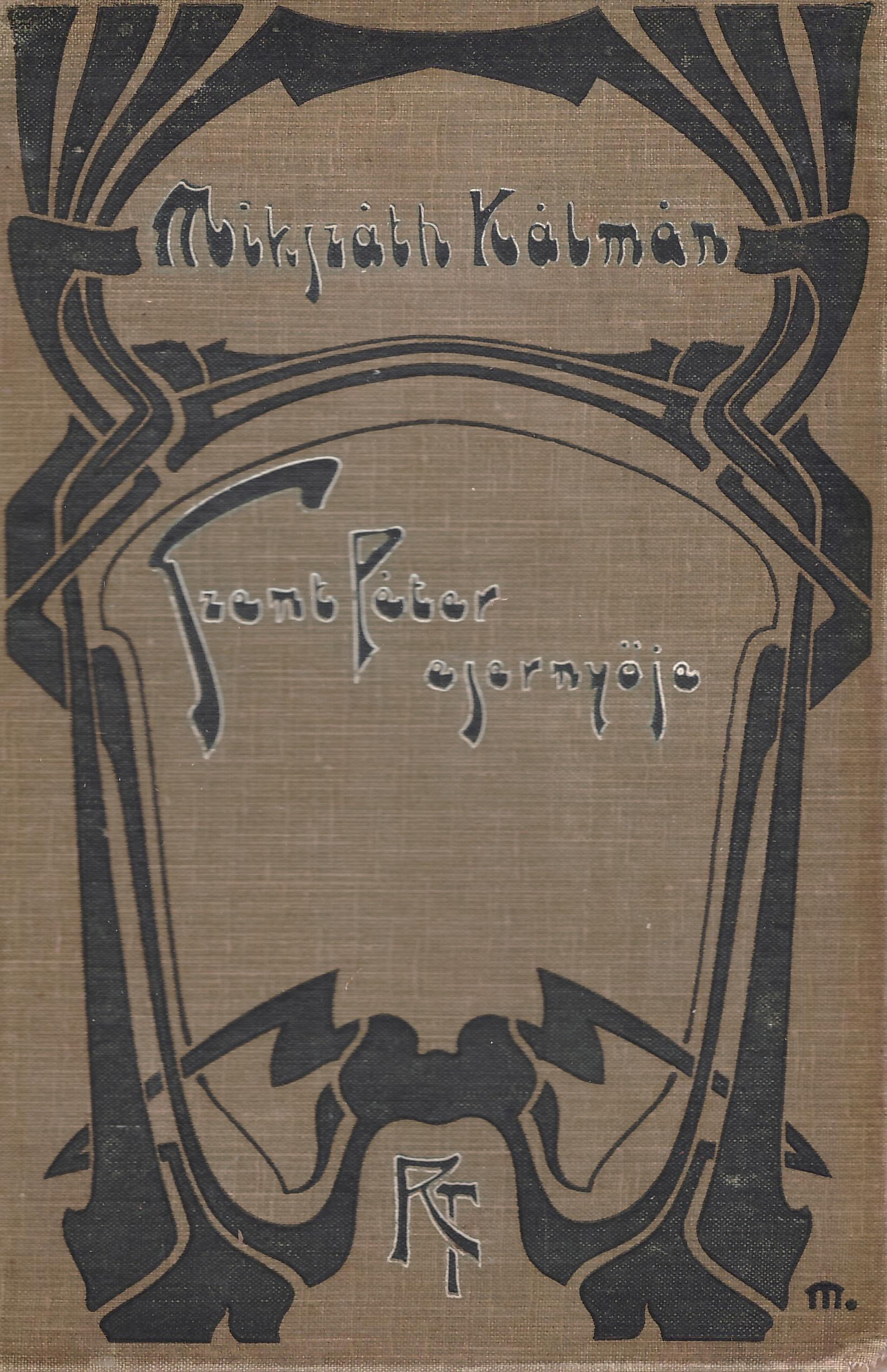
1900-as évek eleji kiadás, Révai Testvérek Irodalmi Intézet

A regény Mikszáth szülőföldjén, a Felvidéken, a „Görbeországban”, a mai Szlovákia területén játszódik. A Felvidék falvait, városait ismerjük meg alaposabban pár kivétellel.
Haláp: Nógrád vármegyei település, közvetlenül Mohora szomszédságában. Mohorán élt és kötött kétszer házasságot Mikszáth. Haláp első írásos emléke 1295, mai neve Cserháthaláp. A Cserhát előtagot 1905-ben kapta a települési nevek rendezése során a három Haláp település megkülönböztetésére.
Glogova: valószínűleg kitalált, fiktív falunév, szláv hangzású, nem a romániai Glogova. A történet elején és végén – keretszerűen – itt játszódnak az események.
Besztercebánya: város a Felvidéken (szlovákul Banská Bystrica), város Szlovákiában, 1920-ig Magyarország része, vármegyeszékhely. A Gregorics-család története kötődik ehhez a városhoz.
Bábaszék: község (a regényben város) a Felvidéken, a mai Szlovákiában, a Besztercebányai kerületben, a Zólyomi járásban. Itt fonódik össze a történet két szála, itt találkozik Bélyi Veronka és Wibra György különös véletlenek folytán.
Tisza: Gyuri Szegeden tanult, Gregorics Pál egyik látogatásakor csónakáztak a Tiszán („…a Sárgára rándultak ki, Kupeczky, Gregorics és Gyuri.”), a férfi vörös esernyője beleesett a vízbe. 100 forintot (hatalmas összeget) ajánlott annak, aki visszahozza neki az esernyőt.
Csehország: Gregorics Pálnak itt volt uradalma, a privoreci birtokot később eladta hetvenötezer forintért.
Évekkel ezután az egyik Gregorics rokon járt itt, amikor a cseh uradalom után nyomozott: „…Gáspár úr elutazott Prágába.”
Bécs: Gregoricsnak bérháza volt itt, amit később eladott száznyolcvanezer forintért.
Pest: Gyuri dolgozott itt egy ideig ügyvédként. Később Prepelicza András után utazott el ide Gregorics Gáspár: „Most aztán gyerekjáték volt megtalálni Prepeliczát, minden kőműves és téglát adogató gyerek tudta, hogy most Pestet építi. Valahol a Kerepesi úton dolgozik egy nagy házon.”
Kolozsvár: Wibra György járt ide iskolába (csak megemlítik).

## Szereplők

### Főszereplők
- Bélyi Veronka, halápi kántortanító lánya
- Bélyi János, Veronka bátyja, pap
- Gregorics Pál, Wibra György apja
- Wibra György, ügyvéd

### Mellékszereplők
- Billeghi Máté, halápi gazda
- Gongoly uram, glogovai gazda
- Srankó János, glogovai gazda
- Srankóné, jómódú gazdasszony
- Wibra Anna, szolgálólány, Gyuri anyja
- Kupeczky Márton, Gyuri tanítója
- Sztolarik, közjegyző
- Gregorics Gáspár, Pál testvére
- Gregorics Boldizsár, Pál testvére
- Panyókiné született Gregorics Mária, Pál testvére
- Prepelicza András, kőműves
- Krikovszky úr, besztercei polgármester
- Müncz Jónás, a fehér zsidó
- Münczné Rozáli, kereskedő
- Müncz Móric, Jónás fia
- Mravucsán úr, bábaszéki polgármester
- Mravucsánné
- Madame Kriszbay, Veronka francia nevelőnője
- Adameczné, házvezetőnő
- Matykó, Adameczné unokája
- Szliminszky Wladimirné
- Szliminszky Wladin, papucsférj
- Rafanidesz Sámuel tiszteletes úr
- János, kocsis
- Fiala János, hajdú
- Géry Mihály, szolgabíró
- Galba (szenátor)
- Konopka (szenátor)
- Kozsehuba András (szenátor)
- Brunkusz Nep. János
- Matykó, Gregorics Pál szolgája

## Feldolgozások
- Szent Péter esernyője (1917, némafilm) rendező: Korda Sándor; szereplők: Lajthay Károly, Rátkai Márton, Varconi Victor
- Szent Péter esernyője (1935) rendező: Cziffra Géza; szereplők: Básti Lajos (Wibra György), Marcia Gervai (Veronka), Fáy Béla (a pap)
- Szent Péter esernyője (rádiójáték, 1953) rendező: László Endre
- Szent Péter esernyője (1958) rendező: Bán Frigyes; szereplők: Karol Machata (Wibra György), Törőcsik Mari (Veronka), Pécsi Sándor (Bélyi János, a pap)
- Szent Péter esernyője (1971, tévéfilm) német nyelvű; rendező: Helmut Pfandler; szereplők: Joachim Bißmeier (Georg Wibra), Christine Böhm (Veronika Belyi)
- Szent Péter esernyője (2011, Karinthy Színház) rendező: Karinthy Márton; szereplők: Pusztaszeri Kornél, Klem Viktor, Kiss Ramóna, Pogány Judit, Egri Kati
- Szent Péter esernyője (2018, színházi felvétel) rendező: Bencze Dániel; szereplők: Barsi Márton, Bellus Attila, Besenczi Árpád, Czegő Teréz, Halász József